# Eremobates girardii
Espèce
Synonymes
- Datames girardii Putnam, 1883

Eremobates girardii est une espèce de solifuges de la famille des Eremobatidae.

## Distribution
Cette espèce est endémique des États-Unis. Elle se rencontre dans le désert de Sonora.

## Description
Le mâle décrit par Roewer en 1934 mesure 18 mm.

## Publication originale
- Putnam, 1883 : The Solpugidae of America: Papers of J. Duncan Putnam, arranged for publication by Herbert Osborn. Proceedings of the Davenport Academy of Natural Sciences, vol. 3, p. 249-310.